# إيثيل أسيتات الكلور
إيثيل أسيتات الكلور (بالإنجليزية: Ethyl chloroacetate)‏ هوَ مركب كيميائي يُستخدم بشكل أساسي في الصناعات الكيميائية، حيثُ يستخدم كَمُذيب في الاصطناعات العُضوية، ويُستخدم كَمادة وسيطة في إنتاج المُبيدات (مِثل فلوروأسيتات الصوديوم).